# NGC 4323
NGC 4323 est une galaxie lenticulaire naine située dans la constellation de la Chevelure de Bérénice. NGC 4323 a été découverte par l'astronome allemand Wilhelm Tempel en 1882.

## Caractéristiques

### Distance
Sa vitesse par rapport au fond diffus cosmologique est de 2 145 ± 24 km/s, ce qui correspond à une distance de Hubble de 31,6 ± 2,2 Mpc (∼103 millions d'al).

### Identification
Les bases de données Simbad et HyperLeda indiquent que NGC 4322 et NGC 4323 sont une seule et même galaxie, soit PGC 40171. De plus, Wolfgang Steinicke a inversé les deux entrés, l'étoile étant NGC 4323 et la galaxie étant NGC 4322. Selon le professeur Seligman, ce sont des erreurs. 

## Amas de la Vierge
Bien que cette galaxie ne figure dans aucun groupe des sources consultées, sa désignation VCC 608 (Virgo Cluster Catalog) indique qu'elle fait partie de l'amas de la Vierge.